# Skythes (Vasenmaler)

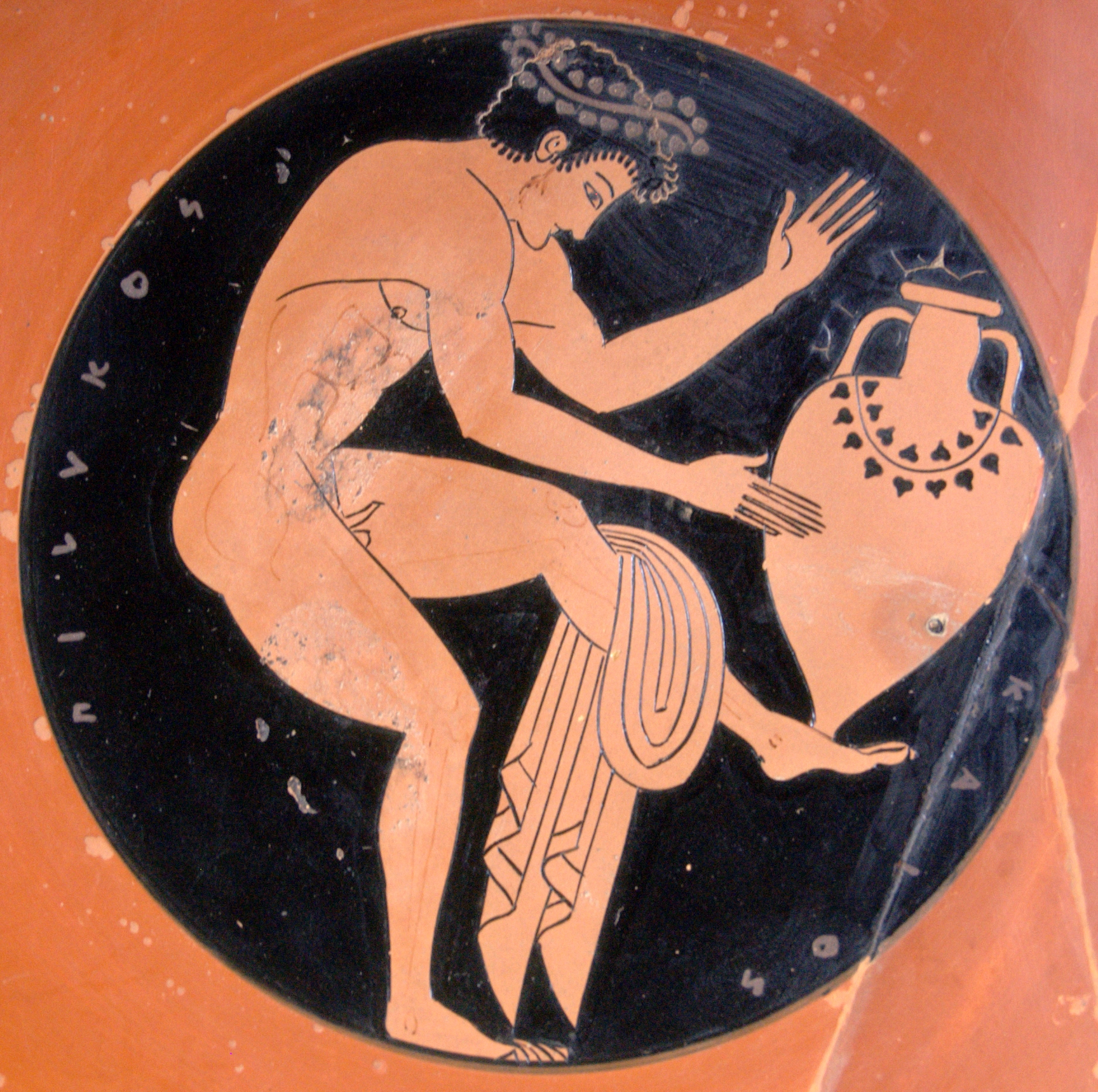
Komast im Tondo einer bilinguen Schale in Paris, Louvre F 129, Inschrift: ΕΠΙΛΥΚΟΣ ΚΑΛΟΣ, Epilykos kalos, Epilykos ist schön, um 510/500 v. Chr.

Skythes (Σκύθης, der Skythe) war ein attisch-rotfiguriger und schwarzfiguriger Vasenmaler, dessen Schaffenszeit in den Zeitraum zwischen 520 und 500 v. Chr. datiert wird.
Skythes gilt in der modernen Forschung als eine Art Einzelgänger, da sich sein Werk schwer in die Werkstätten und Malergruppen einordnen lässt. Er hat auf vier Schalen signiert. Etwa zwanzig weitere und zwei Dinos-Ständer wurden ihm aufgrund stilistischer Analysen zugewiesen. Seine frühen Arbeiten entstehen nur kurz nach der Erfindung der rotfigurigen Vasenmalerei. Auf drei bilinguen Arbeiten zeigt er auch noch sein Können im alten schwarzfigurigen Stil. Dabei zeigt er ungewöhnlicherweise rotfigurige Innenbilder und auf der Außenseite schwarzfigurige Bilder auf korallenrotem Grund. Sowohl im Innenbild als auch auf beiden Seiten des Außenbildes zeigt er jeweils eine einzelne Figur. Von diesen Schalen sind drei überliefert. Er gehört zu einer ersten Generation von Vasenmalern, die sich auf Schalen spezialisiert hat.
Bei seinen Figurenzeichnungen stellt er die Personen übertrieben hässlich oder brutal dar und gibt sich dabei wohl absichtlich entgegen der griechischen Norm als Komiker, gar als Satiriker. Vor allem seine Gesichter lassen einen ausgefallenen Humor erkennen. Möglicherweise kennzeichnet ihn das, wie es sein Name schon nahelegt, als Nichtathener, auch wenn er das künstlerische Repertoire der Polis gekonnt beherrscht. Wenn er kein Skythe war, kennzeichnet sein Spitzname wohl eine gewisse Extravaganz oder Individualität. Auf der Akropolis fanden sich zwei schwarzfigurig bemalte Tafeln, die von einem Skythes signiert wurden, von denen man annimmt, dass auch sie vom Vasenmaler stammen.
Auf seinen Vasen rühmt er manchmal den Kalos-Namen Epilykos. Auch der Pedieus-Maler benutzt diesen Namen, weswegen manche Forscher ihn für den späten Skythes halten. Auch auf einer Vase des Phintias wird eben jener Epilykos als Athlet gezeigt. Manche der Vasen wurden zeitweise fälschlicherweise Epilykos als Maler zugeordnet. Nach diesem Kalos-Namen gehört Skythes zur Epilykos-Klasse.